# Olsen-banden
Olsen-banden est le titre original de La Bande à Olsen, une série de films danois et norvégiens. Ils comprennent :

## Série de films danoise
- 1968 : La Bande à Olsen (Olsen-banden) d'Erik Balling
- 1969 : Olsen-banden på spanden
- 1971 : Olsen-banden i Jylland
- 1972 : Olsen-bandens store kup
- 1973 : Olsen-banden går amok
- 1974 : Olsen-bandens sidste bedrifter
- 1975 : Olsen-banden på sporet
- 1976 : Olsen-banden ser rødt
- 1977 : Olsen-banden deruda'
- 1978 : Olsen-banden går i krig
- 1979 : Olsen-banden overgiver sig aldrig
- 1981 : Olsen-bandens flugt over plankeværket
- 1981 : Olsen-banden over alle bjerge
- 1998 : Olsen-bandens sidste stik

### Hors-série
- 1999 : Olsen-bandens første kup (série télévisée)
- 2001 : Olsen-banden Junior
- 2010 : Olsen-banden på de bonede gulve (film d'animation)
- 2013 : Olsen-banden på dybt vand de Jørgen Lerdam (film d'animation)

## Série de films norvégienne
- 1969 : Trois Corniauds en vadrouille (Olsenbanden) de Knut Bohwim (no)
- 1970 : Olsenbanden og Dynamitt-Harry
- 1972 : Olsenbanden tar gull
- 1973 : Olsenbanden og Dynamitt-Harry går amok
- 1974 : Olsenbanden møter Kongen og Knekten
- 1975 : Olsenbandens siste bedrifter
- 1976 : Olsenbanden for full musikk
- 1977 : Olsenbanden og Dynamitt-Harry på sporet
- 1978 : Olsenbanden og Data-Harry sprenger verdensbanken
- 1979 : Olsenbanden mot nye høyder
- 1981 : Olsenbanden gir seg aldri
- 1982 : Olsenbandens aller siste kupp
- 1984 : …men Olsenbanden var ikke død
- 1999 : Olsenbandens siste stikk

### Olsenbanden junior
- 2001 : Olsenbandens første kupp
- 2003 : Olsenbanden jr. går under vann
- 2004 : Olsenbanden jr. på rocker’n
- 2005 : Olsenbanden jr. på Cirkus
- 2007 : Olsenbanden jr. Sølvgruvens hemmelighet
- 2009 : Olsenbanden jr. Det sorte gullet
- 2010 : Olsenbanden jr. Mestertyvens skatt